# Florence Nebanda
Florence Andiru Nebanda, thường được gọi là Florence Nebanda, là một chính trị gia người Uganda.  Cô là thành viên nữ của Nghị viện, đại diện cho quận Butaleja trong Quốc hội của Uganda.  Cô đã được bầu vào vị trí đó vào tháng 2 năm 2013, thay thế cho em gái của cô, Cerinah Nebanda, người đã chết trong văn phòng vào tháng 12 năm 2012.

## Bối cảnh và giáo dục
Cô được sinh ra ở Entebbe, vào ngày 9 tháng 10 năm 1986 với cha mẹ là Peter Waiga và Alice Namulwa.  Cô theo học tại các trường học ở Ugandan cho đến khi cô tốt nghiệp lớp 6.  Cô chuyển đến Vương quốc Anh để theo đuổi các nghiên cứu tiếp theo.  Cô trở về Uganda khi chị gái Cerinah Nebanda qua đời vào tháng 12 năm 2012.  Cô được báo cáo là có bằng Cử nhân Quản lý Nhân sự và Thạc sĩ Quản lý Nhân sự Quốc tế, từ một tổ chức không được tiết lộ tại Vương quốc Anh.

## Nghề nghiệp
Vào ngày 14 tháng 12 năm 2012, Cerinah Nebanda, thành viên của Quốc hội được bầu chọn cho Quốc hội phụ nữ Butaleja đột ngột qua đời, khiến vị trí đó bị bỏ trống.  Trong cuộc bầu cử phụ để lấp vào ghế của Nebanda, chị gái của cô, Florence Andiru Nebanda đã thắng với tư cách là đại diện của đảng chính trị Phong trào Kháng chiến Quốc gia.  Cô sẽ phục vụ phần còn lại của nhiệm kỳ của em cô cho đến cuộc tổng tuyển cử vào tháng 3 năm 2016.